# Liste der Baudenkmale in Niemegk
In der Liste der Baudenkmale in Niemegk sind alle Baudenkmale der brandenburgischen Stadt Niemegk und ihrer Ortsteile aufgelistet. Grundlage ist die Veröffentlichung der Landesdenkmalliste mit dem Stand vom 31. Dezember 2020. Die Bodendenkmale sind in der Liste der Bodendenkmale in Niemegk aufgeführt.

## Baudenkmale in den Ortsteilen
In den Spalten befinden sich folgende Informationen:
- ID-Nr.: Die Nummer wird vom Brandenburgischen Landesamt für Denkmalpflege vergeben. Ein Link hinter der Nummer führt zum Eintrag über das Denkmal in der Denkmaldatenbank. In dieser Spalte kann sich zusätzlich das Wort Wikidata befinden, der entsprechende Link führt zu Angaben zu diesem Denkmal bei Wikidata.
- Lage: die Adresse des Denkmales und die geographischen Koordinaten. Link zu einem Kartenansichtstool, um Koordinaten zu setzen. In der Kartenansicht sind Denkmale ohne Koordinaten mit einem roten beziehungsweise orangen Marker dargestellt und können in der Karte gesetzt werden. Denkmale ohne Bild sind mit einem blauen bzw. roten Marker gekennzeichnet, Denkmale mit Bild mit einem grünen beziehungsweise orangen Marker.
- Bezeichnung: Bezeichnung in den offiziellen Listen des Brandenburgischen Landesamtes für Denkmalpflege. Ein Link hinter der Bezeichnung führt zum Wikipedia-Artikel über das Denkmal.
- Beschreibung: die Beschreibung des Denkmales
- Bild: ein Bild des Denkmales und gegebenenfalls einen Link zu weiteren Fotos des Baudenkmals im Medienarchiv Wikimedia Commons

### Hohenwerbig
| ID-Nr.            | Lage              | Bezeichnung | Beschreibung | Bild           |
| ----------------- | ----------------- | ----------- | --- | -------------- |
| 09190323 Wikidata | Dorfstraße (Lage) | Dorfkirche  | Die evangelische Kirche stammt aus der ersten Hälfte des 13. Jahrhunderts. Der Dachturm wurde in der zweiten Hälfte des 19. Jahrhunderts hinzugefügt. Im Inneren befindet sich eine Taufe aus Sandstein aus der spätromanischen Zeit. | weitere Bilder |

### Lühnsdorf
| ID-Nr.            | Lage              | Bezeichnung    | Beschreibung | Bild           |
| ----------------- | ----------------- | -------------- | --- | -------------- |
| 09190322 Wikidata | Dorfstraße (Lage) | Dorfkirche     | Die evangelische Kirche wurde um das Jahr 1900 errichtet. Die Ausstattung im Inneren ist fast vollständig erhalten. Der Taufstein stammt aus dem Jahre 1835. | weitere Bilder |
| 09190039          | Dorfstraße (Lage) | Kriegerdenkmal | | Kriegerdenkmal |

### Niemegk
| ID-Nr.   | Lage                       | Bezeichnung                                             | Beschreibung | Bild                                                    |
| -------- | -------------------------- | ------------------------------------------------------- | --- | ------------------------------------------------------- |
| 09190312 | (Lage)                     | Stadtkirche St. Johannis                                | Die Kirche wurde 1853 nach einem Entwurf von Stüler erbaut. Es ist eine neugotische Kirche mit einem achteckigen Turm an der westlichen Seite. | weitere Bilder                                          |
| 09190673 | (Lage)                     | Turmwindmühle an der Landstraße nach Zixdorf            | | weitere Bilder                                          |
| 09190321 | (Lage)                     | Forsthaus Werdermühle, außerhalb der Stadt an der Plane | | Forsthaus Werdermühle, außerhalb der Stadt an der Plane |
| 09190320 | (Lage)                     | Postsäule an der Straßenkreuzung Neuendorf und Straach  | Die Postsäule gehört zu den Postmeilensäulen, die im Auftrag des Kurfürsten Friedrich August I. von Sachsen durch den Land- und Grenzkommissar Adam Friedrich Zürner in der 1. Hälfte des 18. Jahrhunderts im Kurfürstentum Sachsen errichtet worden sind. Die Säule wurde 1725 aufgestellt. 1967 wurde die Säule restauriert. | weitere Bilder                                          |
| 09190860 | Am Bahnhof (Lage)          | Speicher (Heeresverpflegungslager)                      | Der sechsgeschossige Speicher mit Satteldach entstand in der zweiten Hälfte der 1930er Jahre. | Speicher (Heeresverpflegungslager)                      |
| 09190314 | Am Kirchplatz 9 (Lage)     | Pfarrhaus                                               | | Pfarrhaus                                               |
| 09190315 | Am Kirchplatz 12 (Lage)    | Wohnhaus                                                | | Wohnhaus                                                |
| 09190316 | Bahnhofstraße 12 (Lage)    | Villa Oppen mit Garten                                  | | Villa Oppen mit Garten                                  |
| 09190313 | Großstraße 6 (Lage)        | Rathaus                                                 | | weitere Bilder                                          |
| 09190807 | Großstraße 26 (Lage)       | Wohnhaus                                                | | Wohnhaus                                                |
| 09190317 | Großstraße 50 (Lage)       | Wohnhaus („Kloster“)                                    | | Wohnhaus („Kloster“)                                    |
| 09190318 | Großstraße 69 (Lage)       | Gedenktafel Robert Koch, am Wohnhaus                    | Der Arzt Robert Koch wirkte als Landarzt in Niemegk. An dem Haus befindet sich die Gedenktafel. | Gedenktafel Robert Koch, am Wohnhaus                    |
| 09190319 | Großstraße 74 (Lage)       | Gedenktafel Martin Anton Niendorf, am Wohnhaus          | Die Gedenktafel ist für Martin Anton Niendorf. Wahrscheinlich wurde er in diesem Haus geboren. | Gedenktafel Martin Anton Niendorf, am Wohnhaus          |
| 09190857 | Lindenstraße 7 (Lage)      | Adolf-Schmidt-Observatorium für Geomagnetismus          | | weitere Bilder                                          |
| 09190700 | Wittenberger Straße (Lage) | Wasserturm                                              | | weitere Bilder                                          |